# Clavus candens
Clavus candens é uma espécie de gastrópode do gênero Clavus, pertencente a família Drilliidae.